# Ambasadorowie Francji w Holandii
Francuscy ambasadorzy w Holandii – kompletna lista szefów francuskich misji dyplomatycznych w Hadze od powstania Republiki Zjednoczonych Prowincji pod koniec XVI do czasów współczesnych

## XVI wiek
- 1583-1608 książę de Bouillon
- 1588 Michel Hurault de l'Hopital

## XVII wiek
- 1609-1616 	M. Jeannin, de La Place, de Refuge et du Maurier
- 1617-1624 	M. du Maurier
- 1625-1628 	M. D’Espresses
- 1629-1634 	M. Baugy
- 1635-1638 	M. Charnace
- 1639-1640 	M. D’Estampes
- 1640-1648 	Gaspard Coignet de La Thuillière
- 1648-1652 	M. Brasset
- 1656-1661 	François Auguste De Thou
- 1662-1668 (8 VI) 	hrabia d’Estrades
- 1669-1671 Simon Arnauld de Pomponne
- 1671-1679 plenipotenci
- 1679-1688  Jean-Antoine de Mesmes, hrabia D’Avaux
- 1689-1698 plenipotenci
- 1697-1699 François d’Usson de Bonrepaus

## XVIII wiek

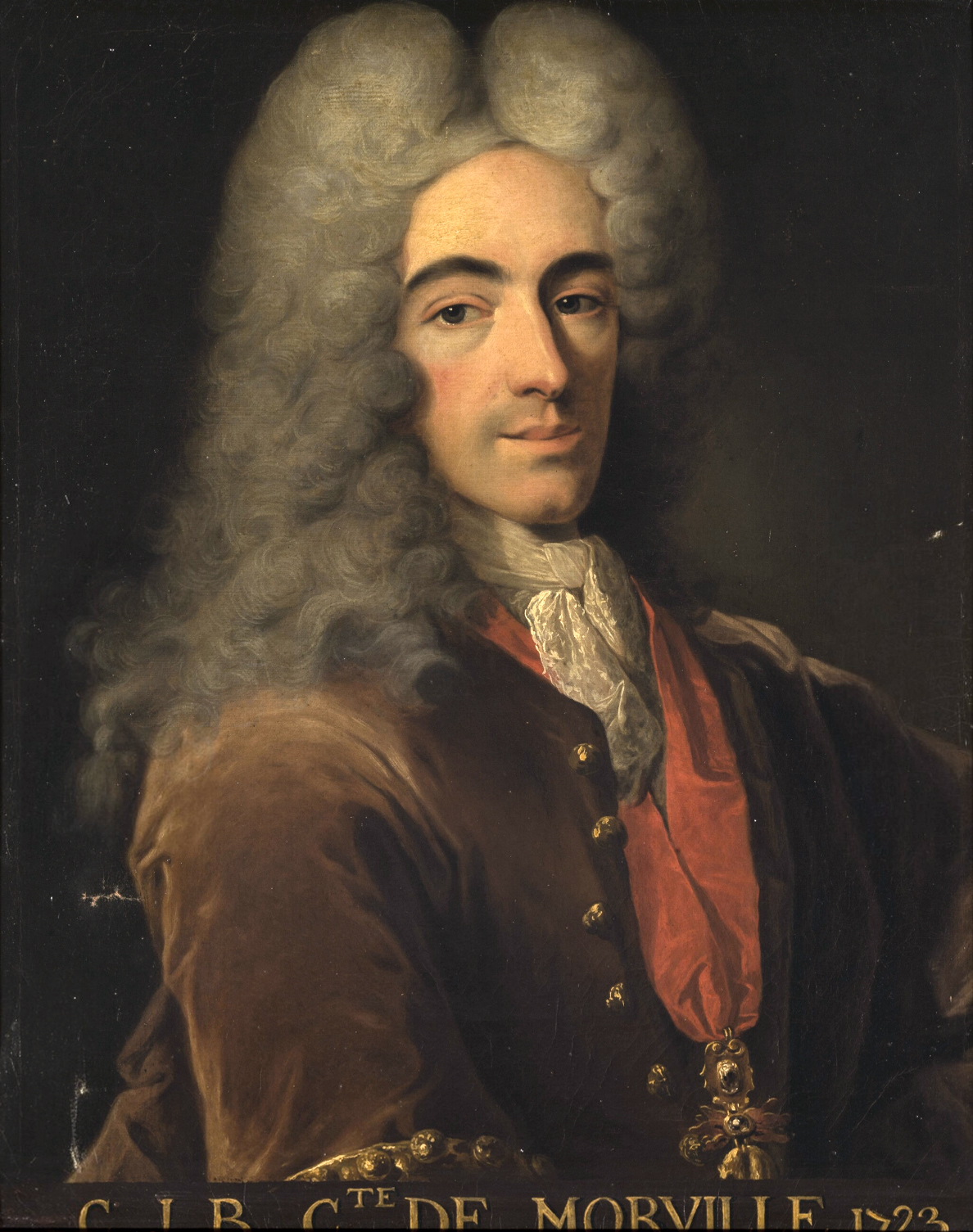
Charles Jean-Baptiste Fleuriau
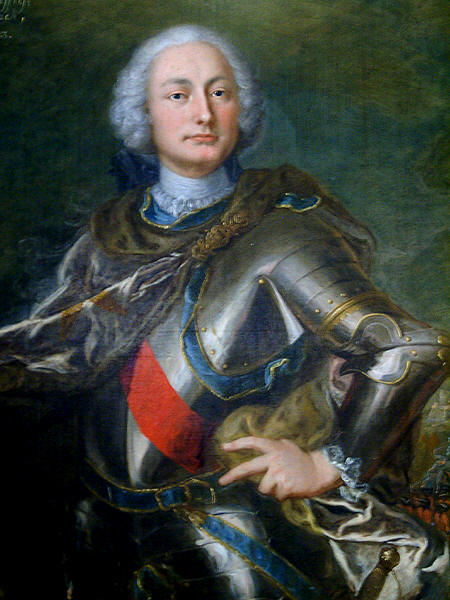
Louis Auguste d’Affry
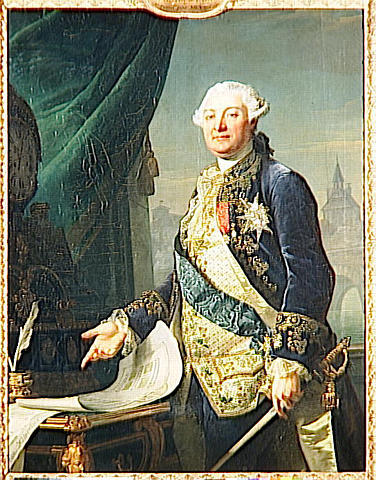
Louis Auguste Le Tonnelier de Breteuil

- 1700-1701 hrabia Gabriel de Briord
- 1702-1708 tajni korespondenci
- 1709 Pierre Rouillé de Marbeuf
- 1710-1712 tajni korespondenci
- 1713-1718 Pierre-Antoine de Castagnéry, markiz de Châteauneuf
- 1718-1724 Charles Jean-Baptiste Fleuriau
- 1720 Dominique-Claude Barberie de Saint-Contest (minister pełnomocny)
- 1725-1744 Gabriel-Jacques de Salignac, markiz de la Mothe-Fénelon
- 1745-1749 abbé Jean-Ignace de La Ville
- 1750-1752 François Dominique de Barberie de Saint-Contest
- 1752-1756 François Armand d’Usson
- 1757-1762 Louis Auguste d’Affry
- 1763-1767 Louis de Cardevac, markiz Havrincourt
- 1768-1770 Louis Auguste Le Tonnelier de Breteuil
- 1770-1776 Emmanuel Marie Louis de Noailles
- 1777-1784 Paul François Quélen de Stuer de Causade
- 1784-1787 Charles Olivier de Saint-Georges, markiz de Vérac
- 1788-1789 François Emmanuel Guignard
- 1789-1790 René Eustache d’Osmond (i 1789 René Eustache d’Osmond)
- 1792 M. de Gouvernet
- 1793 (II) 	obywatel Caillard
- 1795 (IV)-1797 (VI) 	obywatel  Noel
- 1798 (VII) 	obywatel  Roberjot
- 1799 (VIII) 	obywatel  Perrochel

## XIX wiek
- 1800 (IX)-1805 Charles-Louis Huguet de Sémonville
- 1806-1808 	Pierre Antoine Dupont-Chaumont
- 1809-1810 	Alexandre de La Rochefoucauld
- 1830 Louis François Bertin de Vaux
- 1815-1820 	Jean-Frédéric de La Tour du Pin Gouvernet
- 1821-1823 	baron Durant de Mareuil
- 1824-1827 	hrabia d’Agoult
- 1828-1830 	markiz de La Moussaye
- 1831 	 baron Durant de Mareuil
- 1832-1835 	markiz de Dalmatie
- 1836-1838 	Adolphe Édouard Casimir Joseph Mortier
- 1839-1846 	baron de Boislecomte
- 1847 	 baron de Buissière
- 1848-1850 	M. Dubois de Saligny
- 1851-1859 	Antoine Jean Marie d'André
- 1860-1862 	hrabia de Sartiges
- 1862-1870 	Charles Baudin
- 1871 	Paul-Charles-Amable de Bourgoing
- 1872 Joseph de Cadoine, markiz de Gabriac
- 1873 	Paul Louis Target
- 1877 	Amédée Bartholdi
- 1879 	Victor Tiry
- 1880 	hrabia Édouard Lefebvre de Behaine
- 1882 	Louis Legrand
- 1895 	Joseph Raymond Baylin de Monbel

## XX wiek
- 1900 	Joseph Raymond Baylin de Monbel
- 1906  Marcellin Pellet
- 1914 	Henry Allizé
- 1919 	Charles Benoist
- 1924 	Henri Chassain de Marcilly
- 1928 	Albert Kammerer
- 1931 	Régis d'Arnauld de Vitrolles
- 1942 	Raymond Offroy
- 1945 	Hubert Guérin
- 1946 	Jean Rivière
- 1949 	Jean-Paul Garnier
- 1955 	Edmond Petit de Beauverger
- 1961 	Étienne de Crouy-Chanel
- 1965 	Pierre Siraud
- 1968 	Christian Jacquin de Margerie
- 1972 	Jacques Senard
- 1976  Luc de La Barre
- 1977 	Robert de Souza
- 1980 	Jean-Daniel Jurgensen
- 1982 	Claude de Kémoularia
- 1984 	Jacques Gaultier de La Ferrière
- 1988 	Jean Vidal
- 1989 	Jean-René Bernard
- 1993 	Daniel Bernard
- 1995 	Bernard de Faubournet de Montferrand

## XXI wiek
- 2000 	Anne Gazeau-Secret
- 2005 	Jean-Michel Gaussot
- 2008	Jean-François Blarel
- 2011	Pierre Ménat
- 2014	Laurent Pic
- 2016	Philippe Lalliot
- 2019	Luis Vassy